# Wjatscheslaw Wjatscheslawowitsch Rasbegajew
Wjatscheslaw Wjatscheslawowitsch Rasbegajew (russisch Вячеслав Вячеславович Разбегаев/Vijacheslav Vijacheslavovich Razbegaev; * 14. Oktober 1965 in Moskau, RSFSR, UdSSR) ist ein russischer Theater- und Filmschauspieler.

## Leben
Razbegaev besuchte 1972 die Schule Nr. 356 des Bezirks Pervomaisky, ab 1973 bis 1979 besuchte er das Internat Nr. 19 des Bezirks Sewastopol. Anschließend besuchte er die Schule Nr. 716 im Bezirk Pervomaisky  bis 1982. Nach seiner Schulzeit arbeitete er in einem Werk. 1983 wurde er zum Militärdienst in die Sowjetarmee eingezogen und diente in einem fernöstlichen Militärbezirk. Nach seiner Dienstzeit arbeitete er fast drei Jahre als Dekorateur in den Mosfilm-Studios. Während dieser Zeit entschied er, Schauspieler zu werden.
Er schloss sich 1988 der Moskauer Kunsttheaterschule an, die er 1992 mit dem abgeschlossenen I. M. Tarkhanov verließ. Nach seinem Abschluss trat er dem Ensemble des Zentralen Akademischen Theaters der Sowjetarmee bei. Sein Filmschauspielerdebüt gab er 1990 in The Deerslayer. In den nächsten Jahren folgten verschiedene Besetzungen in Filmen und Serien.
Razbegaev ist verheiratet und Vater von zwei Töchtern.

## Filmografie
- 1990: The Deerslayer (Zveroboy/Зверобой) (Fernsehfilm)
- 1991: Mumiya iz chemodana (Мумия из чемодана)
- 1992: The Woman in the Sea (Zhenshchina v more/Женщина в море)
- 1993: There's Good Weather in Deribasovskaya, It's Raining Again in Brighton Beach (Na Deribasovskoy khoroshaya pogoda, ili Na Brayton-Bich opyat idut dozhdi/На Дерибасовской хорошая погода, или На Брайтон Бич опять идут дожди)
- 1993: Hurt Me (Sdelay mne bolno/Сделай мне больно)
- 1993: A Fool's Revenge (Mest shuta/Месть шута)
- 1994: Shooting Angels (Strelyayushchiye angely/Стреляющие ангелы)
- 1994: Trotskiy (Троцкий)
- 1999: 8 ½ $ (Восемь с половиной долларов)
- 2002: [Anti]killer (Антикиллер)
- 2002: In Motion (V dvizhenii/В движении)
- 2002: Solitude of Blood (Odinochestvo krovi/Одиночество крови)
- 2003: A Force of One (Russkie v Gorode Angelov/Русские в Городе Ангелов) (Fernsehserie, Episode 1x02)
- 2003: Antikiller 2: Antiterror (Антикиллер 2: Антитеррор)
- 2004: Countdown – Mission Terror (Lichnyy nomer/Личный номер)
- 2005: Graveyard Shift (Nochnoy prodavets/Ночной продавец)
- 2005: Greek Holiday (Grecheskie kanikuly/Греческие каникулы)
- 2005: Poteryavshye solntse (Потерявшие солнце) (Mini-Serie, 6 Episoden)
- 2006: Junk (Zhest/Жесть)
- 2006: Provintsialnye strasti (Провинциальные страсти) (Fernsehserie)
- 2006: Planet Alcatraz/Dungeon Cleaners (Sanitary Podzemeliy/Санитары подземелий) (Videospiel)
- 2006: War Fighter (Grozovye vorota/Грозовые ворота) (Fernsehserie)
- 2007: The Saboteur 2: The End of the War (Diversant 2: Konets voyny/Диверсант 2: Конец войны) (Mini-Serie, 10 Episoden)
- 2007: Lera (Лера) (Fernsehfilm)
- 2008: Kacheli (Качели)
- 2008: Spartakiada. Lokalnoe poteplenie (Спартакиада. Локальное потепление)
- 2008: Krizis Very (Кризис Веры) (Fernsehfilm)
- 2008: Opasnaya kombinatsiya (Опасная комбинация)
- 2008: Na kryshe mira (На крыше мира)
- 2008: Fotograf (Фотограф) (Fernsehserie)
- 2009: Dark Planet: The Inhabited Island (Obitaemyy ostrov/Обитаемый остров)
- 2009: Dark Planet: Rebellion (Obitaemyy ostrov. Skhvatka/Обитаемый остров. Схватка)
- 2009: O, Luckyman! (O, schastlivchik!/О, счастливчик!)
- 2009: Yasnovidyashchaya (Ясновидящая)
- 2009: Rekviem dlya Svidetelya (Реквием для свидетеля)
- 2009: Antikiller D.K. (Антикиллер Д.К.: Любовь без памяти)
- 2009: Rayskie yablochki. Zhizn prodolzhaetsya (Райские яблочки. Жизнь продолжается) (Fernsehserie)
- 2009: The Hunt for Werewolf (Okhota na Vervolfa/Охота на Вервольфа) (Mini-Serie, 3 Episoden)
- 2009: Barvikha (Барвиха) (Fernsehserie)
- 2010: The Gold Trap (Zolotoy kapkan/Золотой капкан) (Fernsehserie)
- 2010: Citizen Warden (Grazhdanka nachalnitsa/Гражданка начальница) (Fernsehfilm)
- 2010: The Tower (Bashnya/Башня) (Fernsehserie)
- 2010: Bayker (Байкер)
- 2011: Choknutaya (Чокнутая) (Fernsehserie)
- 2011: Underworld Trilogy: The Cop (Alamaailma Trilogia: Kyttä) (Mini-Serie, 3 Episoden)
- 2011: Terminal (Терминал) (Fernsehserie)
- 2011: Golden. Barvikha 2 (Zolotye. Barvikha 2/Золотые. Барвиха 2) (Fernsehserie)
- 2011: Objekt 11 (Объект 11) (Fernsehserie)
- 2011: Tötet Hitler (Охота на Вервольфа)
- 2011: Reyder (Рейдер)
- 2011: Double Continuous. Love (Dvoynaya sploshnaya. Lyubov/Двойная сплошная. Любовь) (Fernsehfilm)
- 2011: Dusty work (Pylnaya rabota/Пыльная работа) (Fernsehserie, 40 Episoden)
- 2011–2012: Hot on the Heels (Po goryachim sledam/По горячим следам) (Fernsehserie, 36 Episoden)
- 2012: Players (Игроки)
- 2012: Belyy mavr, ili Intimnye istorii o moikh sosedyakh (Белый мавр, или интимные истории о моих соседях)
- 2012: Citizen Warden 2 (Grazhdanka nachalnitsa. Prodolzhenie/Гражданка начальница 2)
- 2013: Balzakovskiy vozrast, ili Vse muzhiki svo... 5 let spustya (Бальзаковский возраст, или Все мужики сво... 5 лет спустя) (Mini-Serie, 3 Episoden)
- 2013: Gnezdo Kocheta (Fernsehfilm)
- 2013: Sledovatel Protasov (Следователь Протасов) (Fernsehserie)
- 2013: Oboroten v pogonakh (Оборотень в погонах)
- 2013: Berega moey mechty (Берега моей мечты) (Fernsehserie)
- 2016: Survival Game (Mafiya: Igra na vyzhivanie/Мафия: Игра на выживание)
- 2016: Dvoynaya sploshnaya. Lyubov (Двойная сплошная. Любовь) (Mini-Serie, Episode 1x04)
- 2016: Lyubov i more (Любовь и море) (Mini-Serie)
- 2017: Guardians (Защитники)
- 2018: Provodnik (Проводник)
- 2018: Scorpion (Скорпион)